# آل اخشید
آل اِخْشید، اخشیدیان یا اخشیدیه، سلسله‌ای تُرک‌تبار از فرمانروایان فرغانه بودند که در میان سال‌های ۳۲۳-۳۵۸ قمری/۹۳۵-۹۶۹ میلادی به تفاریق بر مصر و شام فرمان راندند.

## وجه تسمیه
دربارهٔ علت نامگذاری این سلسله چند نظر مختلف مطرح شده‌است. اول اینکه محمد (مؤسس این حکومت) از اهالی فرغانه بود و شاهان فرغانه را اخشید (مانند خورشید) می‌خواندند و راضی بالله نیز برای اینکه محمد را تابع بغداد کند، در سال ۳۲۹ هجری لقب اخشید را به او اعطا کرد. دوم اینکه اخشید شکل سغدی واژهٔ ایرانی خشیته به معنی نورانی است. سوم اینکه طبق نظر اشپولر و گرشویچ این واژه از ریشهٔ خشایثیه به معنی فرمانروا گرفته شده‌است. چهارم اینکه کریستین سن واژه شاذ به معنی شاه را شکل دیگری از واژه اخشید دانسته‌است. اِخشید واژه‌ای سغدی به معنی شاه و فرمانروا است. این واژه هم‌ریشه با واژهٔ فارسی شاه و پارسی باستان خشایاثیه است. عنوان شاد در ترکی قدیم نیز از همین واژهٔ سغدی به وام گرفته شده‌است.

## جُف
جف اولین فرد از این خاندان بود که در زمان خلافت معتصم (حک: ۱۹۷–۲۲۷ ه‍.ق) وارد دستگاه حکومتی عباسیان شد. چون آوازهٔ دلاوریهای ترکان ماوراءالنهر، سمرقند و فرغانه به گوش معتصم رسید، تلاش کرد تا سپاهی نیرومند متشکل از ترکان این سرزمینها به وجود آورد. این سپاهیان در بغداد موجب آزار و اذیت مردم می‌شدند به همین خاطر اهالی بغداد شکایت به پیش معتصم بردند و معتصم که توان مقابله با این ترکان را نداشت مرکز خلافت را از سامراء به بغداد منتقل کرد.

## طُغج
نسب این خاندان به طغج میرسد. طغج پسر جف یکی از سران لشکر عباسی در بغداد بود. طغج از بغداد به سمت مصر رفت و در آنجا با لولو -که از جانب احمد بن طولون بر مصر و شام ولایت یافته بود – همراه گشته و به خدمت طولونیان درآمد و در دستگاه حکومتی طولونی منصب یافت. او در زمان خمارویه والی شام شد؛ ولی به علت خشم حسن بن عباس (وزیر عباسیان) از او، به همراه فرزندش محبوس شد. طغج در زندان مرد. اما فرزندش محمد از زندان عباسیان رها شد.

## فرمانرواها
فرمانروایان این سلسله بدین قرارند:
| نام فرمانروا              | سال فرمانروایی      |
| محمد بن طغج اخشید         | ۳۲۳ق/۹۳۵م           |
| ابوالقاسم اونجور بن اخشید | ۳۳۴ق/۹۴۶م           |
| ابوالحسن علی بن اخشید     | ۳۴۹ق/۹۶۱م           |
| کافور اخشیدی              | ۳۵۵ق/۹۶۶م           |
| ابوالفوارس احمد بن علی    | ۳۵۸ق-۳۵۷ق/۹۶۹م-۹۶۸م |

## محمد بن طغج ملقب به اخشید (مؤسس حکومت اخشیدیان)
محمد با کشتن وزیر انتقام خون پدرش را گرفت و سپس به شام گریخت و به احمد بن بسطام والی شام پیوست. در این زمان خلافت عباسی دچار هرج و مرج بود
و خلیفه الراضی برای اینکه از جانب فاطمیان احساس خطر میکرد برای حفاظت از مرکز خلافت، محمد را در سال ۳۲۳ به عنوان والی مصر و سپس شام برگزید و به او لقب اخشید داد. محمد در سال ۳۲۳–۳۳۴ هجری سلسله اخشیدیان را در قاهره تأسیس کرد.

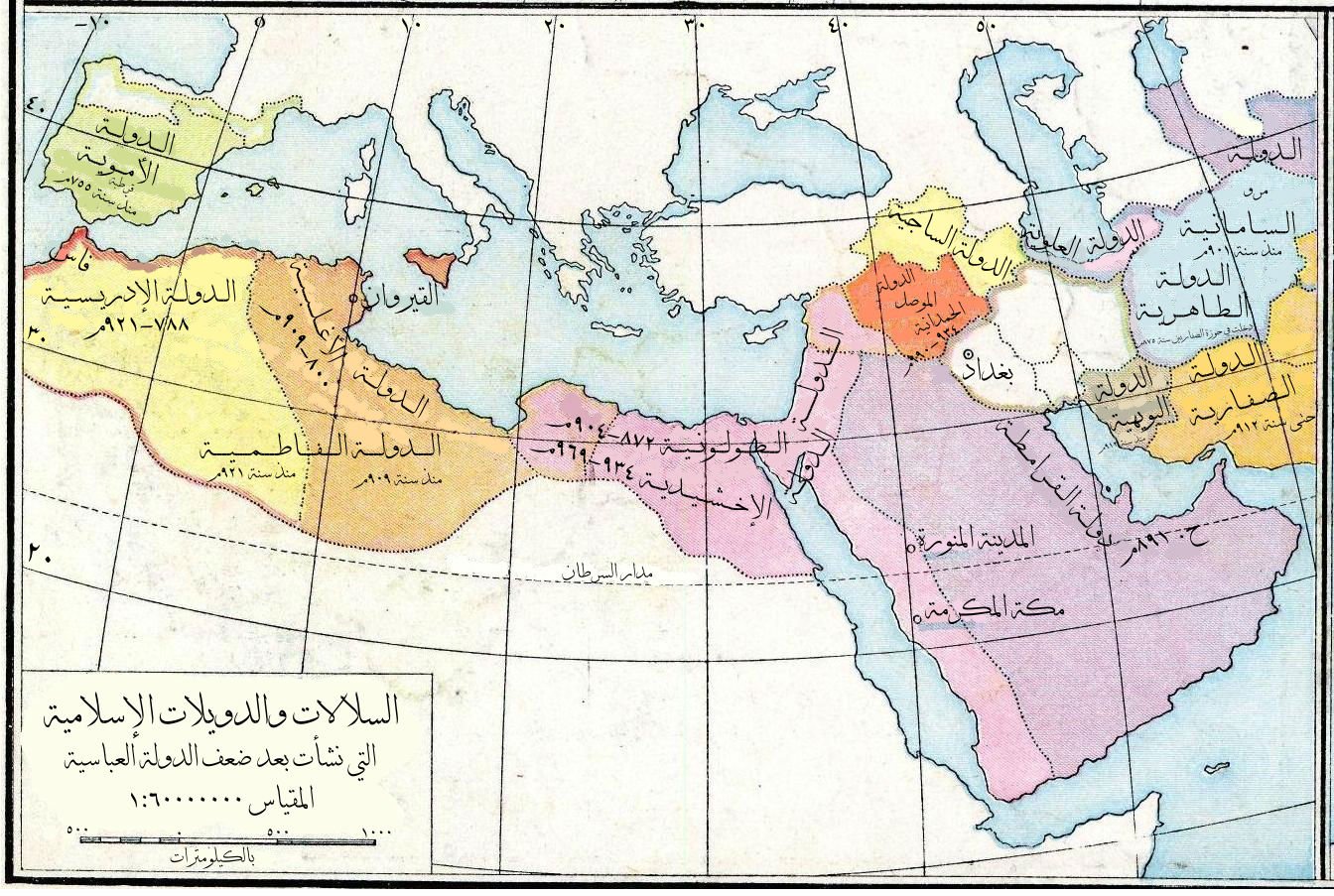
نقشه دولت عباسی که به دولتهایی از جمله دولت اخشیدی تفکیک شده‌است.

## انوجور و علی
بعد از مرگ محمد پسرش انوجور به حکومت رسید و چون انجور خردسال بود کافور (غلام سیاه اخشید) به وزرات برگزیده شد. کافور از ناتوانی دو حاکم خردسال این سلسله (انوجور و علی) استفاده کرد و زمام حکومت اخشیدیان را به دست گرفت. با مرگ انوجور در سال ۳۵۵ کافور حاکم مطلق مصر و شام شد. کافور در سال ۳۵۸ مرد و مسیر حکومت به اخشیدیان بازگشت.

## وزارت در دوره اخشیدی
در دولت اخشیدیان وزارت در دست صاحب قرار داشت. از جمله این افراد یازوری بود که منصب وزارت، داعی الدعاتی، قاضی القضاتی اخشیدیان را بر عهده داشت. یازوری به حدی قدرت یافت که می‌خواست به نام خودش سکه ضرب کند.

## وضعیت علمی و فرهنگی در دوره اخشیدیان
مجالس علمی در خانه بزرگان برگزار می‌شد و محدثین بزرگی در این خانه‌ها به گردآوری حدیث می‌پرداختند.
از جمله پرورش یافتگان این مجالس علمی میتوان به ابن یونس (زندگی: ۲۸۱–۳۴۷ هجری قمری)، کندی (زندگی: ۲۸۳–۳۵۰ هجری قمری)، ابن زولاق اشاره کرد.
توجه حاکمان اخشیدی به علم و فرهنگ سبب شد تا شاعرانی همچون متنبی به مصر مهاجرت کنند.
در سال ۳۴۶ هجری بیمارستان کافور در فسطاط ساخته شد و انوجور املاک و دکانهای متعلق به خودش در محله قیساریه را بر آن وقف کرد.

## وضعیت تجاری
کالاهای تجاری این دوره عبارت بودند از: همچون عطر، ادویه، برده، منسوجات. تجارت برده در این دوره رونق داشت. اخشیدیان در دوره‌های اقتدارشان به نوبه و غرب صحرای آفریقا حملاتی داشتند و همین مسئله باعث افزایش خرید و فروش برده شد.

## سرانجام حکومت اخشیدیان
بعد از مرگ کافور ابوالفوارس احمد بن علی به امارت مصر منصوب شد. حکومت اخشیدی بعد از مرگ کافور رو به ضعف نهاد. خلیفه فاطمی المعز لدین الله از این فرصت استفاده کرد و سردار خودش جوهر صقلی را برای فتح مصر فرستاد. جوهر در سال ۳۵۸ مصر را متصرف شد و احمد بن علی را به قتل رساند و به حکومت اخشیدی پایان بخشید.